# Seven (album)
 For alternative betydninger, se Seven. (Se også artikler, som begynder med Seven)
Seven er et album fra 1973 af den engelske progressive rock- og jazz/fusionsgruppe Soft Machine. Bassisten Roy Babbington, der allerede have bidraget på gruppens albums Fourth og Fifth havde på Seven erstattet Hugh Hopper